# Симирня Михайло Ілліч
Симирня Михайло Ілліч (*28 квітня 1934—2002) — педагог-організатор шкільної освіти на Донбасі, один з перших в країні провідників ідеї створення літніх таборів учнів та відпочинку для старшокласників (1974) та ідеї тісної співпраці педагогічної науки і практики. В результаті на матеріалах освітніх установ міста Бахмута і Науково-дослідного інституту педагогіки України у 1970-х роках підготовлено і захищено ряд кандидатських і докторських дисертацій.

## Біографія
Народився 28 квітня 1934 року в місті Старобільськ Луганської області в родині робочих. Закінчив фізико-математичний факультет Слов'янського державного педагогічного інституту у 1956 році за фахом «учитель математики». Служив офіцером в ракетних частинах Радянської армії. Працював учителем, директором школи, завідувачем Артемівського міського відділу народної освіти, заступником завідувача Донецького обласного відділу народної освіти, директор школи-інтернату. Відмінник народної освіти УРСР, нагороджений медаллю імені А. С. Макаренка "За трудову відзнаку" та державними нагородами. Завдяки спільній роботі керівника і організатора педагогічної освіти в Донецькій області Сайка Андрія Тохимовича з Симирнею Михайлом Іллічем були відзначені урядовими нагородами значна кількість ветеранів війни і праці. Директор однієї зі шкіл міста Шахтарська став єдиним серед освітян Донбасу Героєм Соціалістичної Праці, а директора Сріблянської школи з Артемівського району нагородили вищим орденом країни – орденом Леніна.За ініціативи Симирні Михайла Ілліча в місті Артемівську (наразі місто Бахмут) відкривається перший філіал вищого навчального закладу – філіал Харківської інженерно-педагогічної академії. Сотні спеціалістів (кандидатів та докторів наук) для Артемівська, району та сусідніх міст підготували у цьому філіалі. 

## Сім'я
Дружина - Симирня Раїса Вікторівна.
Сини - Симирня Олександр Михайлович та Симирня Миколай Михайлович.